# Efter brylluppet
Efter brylluppet (Engels: After the Wedding) is een Deens-Zweedse dramafilm van Susanne Bier uit 2006. 
In 2019 kreeg de film een Engelstalige remake onder de titel After the Wedding.

## Verhaal
De Deen Jacob Pederson leidt een weeshuis in India. Wanneer de instelling met sluiting wordt bedreigd, wil de rijke zakenman Jørgen een miljoenendonatie doen. Jacob moet naar Denemarken terugkeren voor de onderhandelingen. Daar blijken er een aantal bijkomende voorwaarden aan de overeenkomst te zitten. Zo moet Jacob opeens op de bruiloft van Jørgens dochter Anna komen. Die bruiloft blijkt een cruciale verbinding te zijn tussen een aantal gebeurtenissen in zijn verleden en zaken die in de toekomst verscholen liggen. Jacob wordt voor grote morele dilemma's geplaatst.

## Rolverdeling
- Mads Mikkelsen: Jacob Pederson
- Rolf Lassgård: Jørgen Lennart Hannson
- Sidse Babett Knudsen: Helene Hannson
- Stine Fischer Christensen: Anna Louisa Hannson
- Christian Tafdrup: Christian
- Mona Malm: Mevr. Hannson
- Meenal Patel: Mevr. Shaw
- Neeral Mulchandani: Pramod